# Olivia-Mai Barrett
Olivia-Mai Barrett (* 10. Mai 1996 in London) ist eine britische Schauspielerin.

## Leben und Karriere
Barrett wurde am 10. Mai 1996 in London geboren. Ihr Debüt gab sie 2008 in der Serie Gigi. Anschließend war sie 2017 in der Fernsehserie Alex & Co. zu sehen. Von 2018 bis 2020 bekam sie in Penny on M.A.R.S. eine Hauptrolle. Außerdem trat sie in einer Episode in Soon Gone: A Windrush Chronicle auf.
Ihre nächste Hauptrolle bekam Barrett 2020 in dem Film My Dad’s Christmas Date. 2023 wurde sie für die Serie Infiltration gecastet. Im selben Jahr setzte sie ihre Karriere in dem Film Kandahar fort.

## Filmografie
Filme
- 2020: My Dad’s Christmas Date
- 2023: Kandahar

Serien
- 2008: Gigi
- 2017: Alex & Co.
- 2018–2020: Penny on M.A.R.S.
- 2019: Soon Gone: A Windrush Chronicle
- 2022: Rebel Cheer Squad
- 2022: The Man Who Fell to Earth
- 2023: Infiltration (Invasion)